# Otto Riedner
Otto Riedner (* 26. November 1879 in Omersbach; † 9. November 1937 in München) war ein deutscher Archivar.

## Leben
Otto Riedner besuchte die Lateinschule in Hammelburg und das Alte Gymnasium Bamberg. Von 1898 bis 1902 absolvierte er ein Studium der Rechtswissenschaften, Geschichte und Germanistik an der Universität Würzburg. Er war Mitglied der katholischen Studentenverbindung KDStV Markomannia Würzburg und Bandphilister der KDStV Thuringia Würzburg. 1907 erfolgte seine juristische Promotion an der Universität Erlangen.
1902 war Riedner Praktikant am Geheimen Staatsarchiv München und 1904 am Reichsarchiv München. Ab 1906 arbeitete er als Kreisarchivsekretär in Speyer, ab 1908 als Reichsarchivsekretär beim Allgemeinen Reichsarchiv (seit 1921 Hauptstaatsarchiv) München. Er leistete Kriegsdienst bei der Postüberwachungsstelle des I. Königlich Bayerischen Armee-Korps. 1920 war er Kreisarchivar und Staatsoberarchivar und ab 1923 bis zu seinem Tod 1937 Direktor des Hauptstaatsarchivs und Generaldirektor der staatlichen Archive Bayerns.
Riedner war Vorstand der Kommission für bayerische Landesgeschichte und 1928/1929 deren kommissarischer erster Vorstand. Von 1929 bis 1937 war er Schriftleiter der Zeitschrift für bayerische Landesgeschichte.

## Schriften
- Speyerer Offizialamtsgericht im 13. Jahrhundert, jur. Diss. Erlangen 1907.
- Die Rechtsbücher Ludwigs des Bayern. Untersuchungen zur äußeren Geschichte der bayerischen Landesgesetzgebung. Winter, Heidelberg 1911.
- Die geistlichen Gerichtshöfe zu Speier im Mittelalter. Bd. 2, Schöningh, Paderborn 1915.